# Millon-Reaktion
Die Millon-Reaktion (auch Millon-Probe) ist eine Nachweisreaktion für Proteine, die für die Aminosäure Tyrosin spezifisch ist. Sie wurde benannt nach dem französischen Chemiker Eugène Millon.
Als Nachweisreagenz dient eine Lösung von Quecksilber(I)-nitrat (HgNO3) in Salpetriger Säure (HNO2). Mit Proteinen bildet sie einen ziegelroten Quecksilber-Protein-Komplex.
Die Millon-Reaktion ist eine gruppenspezifische Nachweisreaktion: Sie funktioniert mit allen Verbindungen, die eine Phenol-Gruppe mit freier ortho-Position besitzen. Diese ortho-Position wird zunächst durch Salpetrige Säure nitrosiert, wodurch am aromatischen Ring in direkter Nachbarschaft eine Hydroxygruppe und eine Nitrosylgruppe entstehen, die stabilisiert sind. Zwei solcher Moleküle können ein Hg2+-Ion komplexieren; der entstehende Komplex hat eine ziegelrote Färbung:
Von den natürlich vorkommenden Aminosäuren besitzt nur Tyrosin eine derart reaktionsfähige Struktur; die Reaktion kann auch zum Nachweis von Phenol oder Thymol verwendet werden.